# 下托爾哈伊
46°46′56″N 34°15′40″E / 46.78222°N 34.26111°E
下托爾哈伊（羅馬化：Nyzhni Torhai）是位於烏克蘭南部的村莊，由赫爾松州海尼切斯克區的下錫羅霍濟市鎮負責管轄。該村始建於1840年，面積84.1平方公里，海拔高度41米，2001年人口1,312，人口密度每平方公里15.6人。